# Talang Panjang (Bang Haji)
Talang Panjang is een bestuurslaag in het regentschap Bengkulu Tengah van de provincie Bengkulu, Indonesië. Talang Panjang telt 305 inwoners (volkstelling 2010).